# Dyscia sultanica
Dyscia sultanica là một loài bướm đêm trong họ Geometridae.